# Parti social-démocrate (Frankrijk)
De Parti social-démocrate PSD, Nederlands: Sociaal-Democratische Partij, was een politieke partij in Frankrijk, die van 1973 tot 1995 bestond en van 1978 tot haar opheffing de linkervleugel van de Union pour la démocratie française UDF vormde. Het was een sociaaldemocratische partij. Max Lejeune 1909–1995 was het hele bestaan de voorzitter.

## Geschiedenis
De Parti social-démocrate ontstond in 1973 onder de naam Mouvement démocrate socialiste de France MdsF als fusie van verschillende afsplitsingen van de Parti socialiste, uit onvrede over de linkse koers die de partij had ingezet en met de samenwerking met de Franse Communistische Partij in het bijzonder. De oprichters van de MdsF waren juist voorstanders van samenwerking met het politieke midden.
De partijen die fuseerden waren de Parti social-démocrate, de Parti de la démocratie socialiste PDS en de Mouvement démocrate socialiste de la Somme. De nieuwe partij sloot zich direct na de oprichting bij de Mouvement réformateur aan, een coalitie van centrumpartijen onder leiding van Jean-Jacques Servan-Schreiber van de Républicains Radicaux et Radicaux-Socialistes en Jean Lecanuet van de Centre démocrate.
Émile Muller was bij de presidentsverkiezingen van 1974 kandidaat en kreeg 176.279 stemmen, 0,7%.
De Mouvement démocrate socialiste de France sloot zich in 1978 bij de nieuwe Union pour la démocratie française UDF van president Valéry Giscard d'Estaing aan. De MdsF, sinds 1982 de naam Parti social-démocrate, behield binnen de UDF een groot deel van haar autonomie. De partij werd geleid door Max Lejeune en André Santini en probeerde aan het begin van de jaren negentig met de Parti radical te fuseren, evenals de PSD een bestanddeel van de UDF. De fusiebesprekingen met de radicalen liepen evenwel op niets uit. Gesprekken met het Centre des démocrates sociaux, de christendemocraten binnen de UDF van François Bayrou, mondden in 1995 wel in een fusiepartij uit, die de naam Force démocrate kreeg.
Santini richtte met de hulp van anderen in 2007 de Cercle démocrate, républicain et social als ideologische opvolger van de PSD op, dat maar een kortstondig bestaan was beschoren.
De Parti social-démocrate kende een jeugdafdeling onder de naam Les Jeunesses sociales-libérales, De Jonge Sociaal-Liberalen.

## Democratisch Socialisten '70
- De Nederlandse Democratisch Socialisten '70 waren evenals de Parti social-démocrate een afsplitsing van een grote sociaaldemocratische partij, van de PvdA, uit onvrede over de te linkse koers.